# Hours (album Davida Bowieja)
Hours (stilizirano  'hours...' ) dvadeset i prvi je studijski album britanskog glazbenika Davida Bowieja. Diskografska kuća Virgin Records objavila ga je 4. listopada 1999. godine. Bio je to posljednji Bowiejev uradak koji je objavila EMI-jeva podružnica i prvi uradak poznatijeg glazbenika uopće koji se mogao preuzeti s interneta, i to dva tjedna prije službene objave na CD-u.
Hours se pojavio na 47. mjestu američkih glazbenih ljestvica te je tako postao prvi Bowiejev studijski album koji ondje nije ušao u top 40 od njegova albuma The Rise and Fall of Ziggy Stardust and the Spiders from Mars iz 1972. godine.

## Pozadina
Bowie i Reeves Gabrels u isto su vrijeme skladali pjesme za Hours i avanturističku videoigru Omikron: The Nomad Soul. Gabrels je izjavio da su odredili posebno vrijeme za skladanje glazbe za ta dva projekta i nakon toga snimili demouratke u studijima u Parizu i na Bermudi. Sam je Gabrels za igru skladao više od tri sata instrumentalnih skladbi (uz pjesme koje su Bowie i on prethodno zajedno skladali). Gabrels je te pjesme opisao "elektroničkijima i agresivnijima od onih na albumu Hours" i spomenuo da će instrumentalni album Omikron, The Nomad Soul biti objavljen 2000. godine.
Projekt Hours čak se do lipnja 1999. smatralo glazbom za Omikron. U igri, koju je mjesec dana nakon objave albuma izdao Eidos Interactive, Bowie je glumio lika pod imenom Boz, dok se njegova supruga Iman pojavila kao "inkarnacija" koja predstavlja koncept "virtualne reinkarnacije". K tome, Bowie se s Gabrelsom i Gail Ann Dorsey pojavio kao član "The Dreamersa", virtualnog sastava koji nastupa u kafićima diljem Omikron Cityja. Likovi u igri mogli su kupiti virtualni album i slušati ga u svojim stanovima. Na Omikron: The Nomad Soulu pojavilo se osam skladbi, koje su bile uvrštene i na Hours ("We All Go Through" doduše kao bonus pjesma za japansko tržište, ali i na bonus disku iz 2005. godine). Na Electronic Entertainment Expou Bowie je u priopćenju za tisak izjavio: "Odmah sam odlučio izbjeći industrijalnu glazbu koja se stereotipično pojavljuje u igrama. Kad sam skladao glazbu za Omikron, ključno mi je bilo dati mu emocionalnu dimenziju. Čini mi se da smo Reeves i ja to uspjeli postići. U bliskoj smo suradnji s Quantic Dreamom skladali osam novih pjesama za igru".
U igri se pojavilo i 34 "instrumentalnih skladbi", od kojih je njih 26 skladao Gabrels, a preostalih 8 skladali su zajedno on i Bowie. Pola potonjih pjesama bile su "easy listening inačice" nekih pjesama s vokalima. Neki od ostalih "instrumentala" kasnije su bili dorađeni i objavljeni kao pjesme s B-strana; među njima bili su "Awakened 2", instrumentalna inačica skladbe "No One Calls", dok je "Thrust" (koja se čuje tijekom bitke s demonom na krovu) postala "1917". Samo tri skladbe na Hoursu nisu se pojavile na Omikronu: "If I'm Dreaming My Life", "What's Really Happening?" i "Brilliant Adventure" (iako se potonju pjesmu neko vrijeme mislilo uvrstiti kao pozadinsku glazbu u igri).
Gabrels se prisjetio kako su izvorno "snimili drugačiju inačicu Hoursa na kojoj sam svirao bas-gitaru. Nakon što je prošlo nešto vremena, poslušali smo ju i David je rekao da je previše sirov. Mislio sam da je sličan Diamond Dogsu, ali on je želio da bude dotjeraniji i glatkiji i da na njemu bude bas-gitara bez pragova. … Krajem snimanja Hoursa došao je Mark Plati kako bi svirao bas-gitaru bez pragova i remiksao album". Bila je to jedna od izmjena koja je isfrustrirala Gabrelsa te je zbog toga ubrzo prestao raditi s Bowiejem. Izjavio je: "U vrijeme Hoursa nastala je skladba 'And We Shall Go to Town' koja se pojavila na B-strani [singla "The Pretty Things Are Going to Hell"]. Smatrao sam da je ključna za taj album i na kraju je bila izostavljena s njega. Bila je to kap koja je prelila čašu. Bila je to vrlo mračna pjesma."
Kako bi se zainteresiralo javnost za nadolazeći album, na Bowiejevoj je službenoj web-stranici BowieNet bilo održano natjecanje "Cyber Song"; cilj natjecanja bio je napisati tekst za ranu instrumentalnu inačicu pjesme "What's Really Happening?". Pobjednički tekst pojavio bi se i službeno na Hoursu. Pobjednik natjecanja, Alex Grant, osvojio je i put u studio Looking Glass Studios Philipa Glassa, gdje je 24. svibnja 1999. gledao Bowieja kako snima vokale za tu pjesmu. Cijeli se proces uživo emitirao na internetu. Ondje je Grant sa svojim prijateljem pridonio pjesmi pjevajući prateće vokale.
U početku je ime albuma trebalo biti "The Dreamers" prema njegovoj posljednjoj skladbi.

## Naslovnica
Naslovnica, koju je dizajnirao Rex Ray uz pomoć fotografa Tima Breta Daya i Franka Ockenfelsa, prikazuje kratko ošišanog Bowiejevog lika s izrazito energičnog prethodnog uratka Earthling kako izmoren odmara u naručju dugokosog, mlađeg Bowieja. Doista, Hours je blaži uradak od svojeg prethodnika i više puta aludira na raniju Bowiejevu karijeru (pogotovo početkom 1970-ih). U vrijeme izvorne objave nekoliko je primjeraka uratka sadržavalo lentikularnu naslovnicu koja je slici dala trodimenzionalni efekt.

## Recenzije
AllMusicov je recenzent Stephen Thomas Erlewine napisao: "Nije jedan od Bowiejevih klasika, ali je djelo vještog glazbenika koji ponovno uživa u svojemu radu i ne boji se dopustiti stvarima da se razviju same od sebe." Greg Tate, kritičar Rolling Stonea, opisao ga je "albumom koji postaje bolji svakim novim slušanjem" i "koji dodatno potvrđuje tezu Richarda Pryora da mudrace uvijek opisuju starima jer su svi mladi mudraci mrtvi". Sličnog mišljenja bio je i Alternative Press, koji je Hours nazvao "remek-djelom" i dodao da se na njemu "Bowie vraća osnovama koje nikad nije trebao napustiti".
Ryan Schreiber iz Pitchforka kritizirao je album izjavivši: "Hours je zvukovno prostran, ali svejedno pripada žanru adult contemporaryja koji je na njemu životan i energičan kao i truleće deblo". Dodao je: "Ne, nije to novo dno, ali to ne znači da nije sramotan". U recenziji za Select John Mullen komentirao je da je album napredak u usporedbi s Earthlingom, ali je za Bowieja izjavio da je "profinjenija" inačica Stinga i zaključio: "Čak i na intimnoj 'Seven' nedostaje stresa, što pokazuje da je ispovjedanje samo još jedan stil koji Bowie isprobava".

## Objave
Inačica albuma s dodatnim pjesmama bila je objavljena 2004. godine. U siječnju 2005. Bowiejeva je nova diskografska kuća, ISO Records, Hours objavila kao set od 2 CD-a; na drugom su se CD-u pojavile remiksane pjesme, alternativne inačice skladbi i pjesme s B-strana singlova.

## Nastupi
Krajem 1999. Bowie je otišao na tromjesečnu turneju "Hours Tour". U kolovozu se pojavio u emisiji "Storytellers" na programu VH1, dok se u listopadu pojavio u 25. sezoni emisije "Saturday Night Live", u kojoj je otpjevao "Thursday's Child" i "Rebel Rebel". Njegovo pojavljivanje u "VH1 Storytellers" bilo je objavljeno 2009. godine na istoimenom albumu.

## Popis pjesama
Tekstovi i glazba: David Bowie i Reeves Gabrels, osim pjesme "What's Really Happening?", čiji je tekst napisao Alex Grant. 
| 1.    | »Thursday's Child«                    | 5:24 |
| 2.    | »Something in the Air«                | 5:46 |
| 3.    | »Survive«                             | 4:11 |
| 4.    | »If I'm Dreaming My Life«             | 7:04 |
| 5.    | »Seven«                               | 4:04 |
| 6.    | »What's Really Happening?«            | 4:10 |
| 7.    | »The Pretty Things Are Going to Hell« | 4:40 |
| 8.    | »New Angels of Promise«               | 4:35 |
| 9.    | »Brilliant Adventure« (instrumental)  | 1:54 |
| 10.   | »The Dreamers«                        | 5:14 |
| 47:06 |                                       |      |

| Bonus skladba na japanskoj inačici | Bonus skladba na japanskoj inačici | Bonus skladba na japanskoj inačici | Bonus skladba na japanskoj inačici | Bonus skladba na japanskoj inačici | Bonus skladba na japanskoj inačici | Bonus skladba na japanskoj inačici | Bonus skladba na japanskoj inačici | Bonus skladba na japanskoj inačici | Bonus skladba na japanskoj inačici |
| Br.                                | Skladba                            | Trajanje                           |                                    |                                    |                                    |                                    |                                    |                                    |                                    |
| ---------------------------------- | ---------------------------------- | ---------------------------------- | ---------------------------------- | ---------------------------------- | ---------------------------------- | ---------------------------------- | ---------------------------------- | ---------------------------------- | ---------------------------------- |
| 11.                                | »We All Go Through«                | 4:10                               |                                    |                                    |                                    |                                    |                                    |                                    |                                    |
| 51:16                              |                                    |                                    |                                    |                                    |                                    |                                    |                                    |                                    |                                    |

| Bonus skladbe s reizdane inačice iz 2004. godine | Bonus skladbe s reizdane inačice iz 2004. godine                  | Bonus skladbe s reizdane inačice iz 2004. godine | Bonus skladbe s reizdane inačice iz 2004. godine | Bonus skladbe s reizdane inačice iz 2004. godine | Bonus skladbe s reizdane inačice iz 2004. godine | Bonus skladbe s reizdane inačice iz 2004. godine | Bonus skladbe s reizdane inačice iz 2004. godine | Bonus skladbe s reizdane inačice iz 2004. godine | Bonus skladbe s reizdane inačice iz 2004. godine |
| Br.                                              | Skladba                                                           | Trajanje                                         |                                                  |                                                  |                                                  |                                                  |                                                  |                                                  |                                                  |
| ------------------------------------------------ | ----------------------------------------------------------------- | ------------------------------------------------ | ------------------------------------------------ | ------------------------------------------------ | ------------------------------------------------ | ------------------------------------------------ | ------------------------------------------------ | ------------------------------------------------ | ------------------------------------------------ |
| 11.                                              | »Something in the Air« (remiks za film Američki psiho)            | 6:02                                             |                                                  |                                                  |                                                  |                                                  |                                                  |                                                  |                                                  |
| 12.                                              | »Survive« (miks Mariusa de Vriesa)                                | 4:18                                             |                                                  |                                                  |                                                  |                                                  |                                                  |                                                  |                                                  |
| 13.                                              | »Seven« (demo)                                                    | 4:07                                             |                                                  |                                                  |                                                  |                                                  |                                                  |                                                  |                                                  |
| 14.                                              | »The Pretty Things Are Going to Hell« (inačica iz filma Stigmata) | 4:46                                             |                                                  |                                                  |                                                  |                                                  |                                                  |                                                  |                                                  |
| 15.                                              | »We All Go Through«                                               | 4:10                                             |                                                  |                                                  |                                                  |                                                  |                                                  |                                                  |                                                  |
| 70:29                                            |                                                                   |                                                  |                                                  |                                                  |                                                  |                                                  |                                                  |                                                  |                                                  |

| Bonus CD s reizdane inačice iz 2005. godine | Bonus CD s reizdane inačice iz 2005. godine                                            | Bonus CD s reizdane inačice iz 2005. godine | Bonus CD s reizdane inačice iz 2005. godine | Bonus CD s reizdane inačice iz 2005. godine | Bonus CD s reizdane inačice iz 2005. godine | Bonus CD s reizdane inačice iz 2005. godine | Bonus CD s reizdane inačice iz 2005. godine | Bonus CD s reizdane inačice iz 2005. godine | Bonus CD s reizdane inačice iz 2005. godine |
| Br.                                         | Skladba                                                                                | Trajanje                                    |                                             |                                             |                                             |                                             |                                             |                                             |                                             |
| ------------------------------------------- | -------------------------------------------------------------------------------------- | ------------------------------------------- | ------------------------------------------- | ------------------------------------------- | ------------------------------------------- | ------------------------------------------- | ------------------------------------------- | ------------------------------------------- | ------------------------------------------- |
| 1.                                          | »Thursday's Child« (rock miks)                                                         | 4:29                                        |                                             |                                             |                                             |                                             |                                             |                                             |                                             |
| 2.                                          | »Thursday's Child« (sporija inačica iz Omikron: The Nomad Soula)                       | 5:35                                        |                                             |                                             |                                             |                                             |                                             |                                             |                                             |
| 3.                                          | »Something in the Air« (remiks za film Američki psiho)                                 | 6:03                                        |                                             |                                             |                                             |                                             |                                             |                                             |                                             |
| 4.                                          | »Survive« (miks Mariusa de Vriesa)                                                     | 4:18                                        |                                             |                                             |                                             |                                             |                                             |                                             |                                             |
| 5.                                          | »Seven« (demo)                                                                         | 4:07                                        |                                             |                                             |                                             |                                             |                                             |                                             |                                             |
| 6.                                          | »Seven« (miks Mariusa de Vriesa)                                                       | 4:13                                        |                                             |                                             |                                             |                                             |                                             |                                             |                                             |
| 7.                                          | »Seven« (Beckov prvi miks)                                                             | 3:46                                        |                                             |                                             |                                             |                                             |                                             |                                             |                                             |
| 8.                                          | »Seven« (Beckov drugi miks)                                                            | 5:14                                        |                                             |                                             |                                             |                                             |                                             |                                             |                                             |
| 9.                                          | »The Pretty Things Are Going to Hell« (uređena inačica)                                | 4:00                                        |                                             |                                             |                                             |                                             |                                             |                                             |                                             |
| 10.                                         | »The Pretty Things Are Going to Hell« (inačica iz filma Stigmata)                      | 4:49                                        |                                             |                                             |                                             |                                             |                                             |                                             |                                             |
| 11.                                         | »The Pretty Things Are Going to Hell« (inačica koja se pojavila samo u filmu Stigmata) | 4:00                                        |                                             |                                             |                                             |                                             |                                             |                                             |                                             |
| 12.                                         | »New Angels of Promise« (inačica iz videoigre Omikron: The Nomad Soul)                 | 4:38                                        |                                             |                                             |                                             |                                             |                                             |                                             |                                             |
| 13.                                         | »The Dreamers« (dulja inačica iz videoigre Omikron: The Nomad Soul)                    | 5:43                                        |                                             |                                             |                                             |                                             |                                             |                                             |                                             |
| 14.                                         | »1917«                                                                                 | 3:29                                        |                                             |                                             |                                             |                                             |                                             |                                             |                                             |
| 15.                                         | »We Shall Go to Town«                                                                  | 3:55                                        |                                             |                                             |                                             |                                             |                                             |                                             |                                             |
| 16.                                         | »We All Go Through«                                                                    | 4:11                                        |                                             |                                             |                                             |                                             |                                             |                                             |                                             |
| 17.                                         | »No-one Calls«                                                                         | 3:50                                        |                                             |                                             |                                             |                                             |                                             |                                             |                                             |
| 76:20                                       |                                                                                        |                                             |                                             |                                             |                                             |                                             |                                             |                                             |                                             |

## Zasluge
| David Bowie - David Bowie – vokali, klavijature, gitara s dvanaest žica, programiranje bubnjeva, produkcija, umjetnički direktor Dodatni glazbenici - Everett Bradley – udaraljke (na pjesmi "Seven") - Sterling Campbell – bubnjevi (na pjesmama 5, 8 i 10) - Reeves Gabrels – programiranje bubnjeva, gitara, produkcija, programiranje sintesajzera - Chris Haskett – ritam gitara (na pjesmi "If I'm Dreaming My Life") - Mike Levesque – bubnjevi - Holly Palmer – prateći vokali (na pjesmi "Thursday's Child") - Mark Plati – mellotron (na pjesmi "Survive"), bas-gitara, gitara s dvanaest žica, programiranje bubnjeva i sintesajzera | Ostalo osoblje - Ryoji Hata – pomoćni tonski majstor - Jay Nicholas – pomoćni tonski majstor - Kevin Paul – tonski majstor - Andy VanDette – mastering |

## Ljestvice
| Ljestvica (1999.)      | Najviša Pozicija |
| ---------------------- | ---------------- |
| Australija             | 33               |
| Austrija               | 2                |
| Belgija (Flandrija)    | 12               |
| Belgija (Valonija)     | 12               |
| Danska                 | 7                |
| Finska                 | 39               |
| Francuska              | 7                |
| Italija                | 9                |
| Japan                  | 14               |
| Kanada                 | 21               |
| Nizozemska             | 31               |
| Novi Zeland            | 21               |
| Norveška               | 4                |
| Njemačka               | 4                |
| SAD (Billboard 200)    | 47               |
| Švedska                | 2                |
| Švicarska              | 18               |
| Ujedinjeno Kraljevstvo | 5                |